# Joyce Mansour
Joyce Mansour, nata Joyce Patricia Adès (Bowden (Inghilterra), 25 luglio 1928 – Parigi, 27 agosto 1986), è stata una scrittrice e poetessa egiziana surrealista francofona nata in Inghilterra e trasferitasi a Parigi.

## Biografia
I suoi genitori erano ebrei egiziani, il padre dirigeva una filanda. Gli antenati appartenevano da generazioni alla colonia britannica del Cairo, dove Joyce visse dopo gli studi in Inghilterra ed in Svizzera. Al Cairo si distinse per i successi ottenuti nel salto in alto e soprattutto nella corsa.
Nel 1947 rimase vedova: il marito, che aveva sposato a soli diciannove anni, morì in seguito ad una malattia incurabile. Nel 1949 Joyce si risposò con Samir Mansour, membro della colonia francese del Cairo, con il quale in un primo tempo visse sia al Cairo, sia a Parigi.
Mansour fu attratta dalla cultura parigina ed iniziò a scrivere in lingua francese. Nel 1953 la casa editrice Seghers pubblicò la sua prima raccolta di poesie Cris, che venne recensita dalla rivista surrealista Médium.
Nello stesso anno l'incontro con André Breton, che la paragonava ad una tuberosa, le permise di entrare in contatto e di collaborare con i surrealisti attivi a Parigi, fra cui Pierre Alechinsky, Wifredo Lam, Matta, Henri Michaux, André Pieyre de Mandiargues.
Nel 1954 i coniugi Mansour si trasferirono definitivamente a Parigi. Nel loro appartamento parigino il 2 dicembre 1959, a margine dell'esposizione internazionale surrealista dedicata ad Eros, un pubblico ristretto di cui facevano parte Breton e Matta assistette allo spettacolo intitolato Exécution du testament du Marquis de Sade, presentato dall'artista plastico Jean Benoît. Nel corso dello spettacolo, Benoît s'applicò sul petto un ferro rovente per marchiarsi con le quattro lettere 
SADE.
Il 7 novembre 1984, in occasione di una serata organizzata a favore di Amnesty International, Joyce Mansour recitò insieme agli scrittori Eugène Ionesco, Nathalie Sarraute, Alain Robbe-Grillet e Jean-Paul Aron nella rappresentazione teatrale Freshwater di Virginia Woolf con la regia di Simone Benmussa. Prima di tenersi al teatro del Rond-Point di Parigi, la rappresentazione venne presentata a New York, Londra e Spoleto tra la fine del 1983 e la metà del 1984.
Joyce Mansour morì di cancro nel 1986 a Parigi. Nel 1991 la casa editrice Éditions Actes Sud pubblicò tutti i suoi scritti, raccolti grazie alla collaborazione del marito Samir Mansour.

## L'opera
Come poetessa surrealista Joyce Mansour fu tra le più apprezzate. Breton stesso, nel corso di un'intervista del 1960, la citò quale migliore poetessa surrealista in lingua francese del secondo dopoguerra; la sua notorietà varcò i confini della Francia ed il suo lavoro poetico senza precedenti ottenne rinomanza internazionale. Scrisse sedici volumi di poesie ed una serie di importanti opere di prosa e testi teatrali.
Le sue opere si distinsero per la carica surrealistica ed erotica; il poeta e critico d'arte Alain Jouffroy ne attribuì la mancanza di pudore ad una sorta di rivendicazione femminile nei confronti dell'erotismo, considerato una creazione esclusiva maschile. Il poeta e critico letterario Jean-Louis Bédouin vide nella poesia di Mansour una potenza paragonabile a quella della terra madre, in grado di generare fiori dai semi.
Diverse raccolte di Mansour vennero illustrate da artisti quali Pierre Alechinsky, Enrico Baj, Hans Bellmer, Jorge Camacho, Wifredo Lam, Matta, Pierre Molinier, Reinhoud d'Haese e Max Walter Svanberg. Alcune poesie vennero inoltre musicate e cantate.

## Opere

### Poesia
- Cris, Éd. Seghers, Parigi, 1953
- Déchirures, Éd. de Minuit, Parigi, 1955
- Rapaces, Éd. Seghers, Parigi, 1960
- Carré blanc, Le Soleil Noir, Parigi, 1966
- Les Damnations, Éd. Visat, Parigi, 1967
- Phallus et momies, Éd. Daily Bul, 1969
- Astres et désastres, London Art Gallery, 1969
- Anvil Flowers, Art édition Fratelli Pozzo, 1970
- Prédelle Alechinsky à la ligne, Weber-galerie de France 1973
- Pandemonium, La Nueva Foglio, 1976
- Faire signe au machiniste, Soleil Noir, 1977
- Sens interdits, Bernard Letu, 1979
- Le Grand Jamais, Aimé Maeght, 1981
- Jasmin d'hiver, Fata Morgana, 1982
- Flammes immobiles, Fata Morgana, 1985
- Trous noirs, Pierre d'Alun, 1986

### Prosa
- Les Gisants satisfaits, Jean-Jacques Pauvert, Parigi, 1958
- Jules César, Éd. Pierre Seghers, Parigi, 1958
- Le Bleu des fonds, Le Soleil Noir, Parigi, 1968 (teatro)
- Ça, Le Soleil Noir, Paris, 1970[8]
- Histoires nocives, Gallimard, Parigi, 1973; riedito dalle Éditions Les Perséides, collana "La Lune attique", Rennes, 2005